# Książę i księżna Osuny z dziećmi
Książę i księżna Osuny z dziećmi (hiszp. Familia de Osuna lub Los duques de Osuna y sus hijos) – obraz olejny hiszpańskiego malarza Francisca Goi przedstawiający rodzinę hiszpańskich arystokratów, książąt Osuny.

## Okoliczności powstania
Pedro Téllez-Girón, książę Osuny i jego żona María Josefa Pimentel, księżna Benavente zostali pierwszymi mecenasami Goi w Madrycie, ich protektorat nadał tempa karierze malarza. W latach 1785–1817 Goya namalował dla nich około 30 dzieł – portrety patronów i ich dzieci, sceny religijne, a także serię obrazów gabinetowych, których tematem były czarownice i gusła. Po śmierci księcia w 1807 malarz kontynuował pracę dla jego wdowy, m.in. portretując ich dorosłe córki i synów. 

## Opis obrazu
Książę i księżna zostali przedstawieni razem z czworgiem ich dzieci: po lewej stronie stoi mały Francisco de Borja, przyszły X książę Osuny, a na poduszce siedzi jego młodszy brat Pedro, przyszły dyrektor Muzeum Prado. Przy matce stoi czteroletnia Joaquina, przyszła markiza Santa Cruz. Rękę ojca trzyma najstarsze z dzieci – Josefa Manuela, przyszła markiza Camarasa. Najmłodsza córka książąt, Manuela, przyszła księżna Abrantes, nie pojawia się na obrazie, gdyż urodziła się dopiero w 1793. Goya sportretował ją jako dorosłą kobietę w 1816.
Goya namalował dzieci z wielką czułością, podkreślając ich niewinność i słodycz. Charakterystyczne dla malarza jest także portretowanie dzieci z ulubioną zabawką lub zwierzątkiem. Postaci zostały przedstawione na neutralnym tle, wszystkie znajdują się w cieniu oprócz samego księcia, na którego postać pada strumień światła. Zastosowane kolory są dość jednolite, dominują odcienie szarości, zieleni i różu. Wyjątkiem jest postać księcia mającego na sobie ciemne ubranie z czerwonymi akcentami. Typowe dla malarza swobodne pociągnięcia pędzlem są szczególnie widoczne na pomponach poduszki. Uwagę zwraca także przezroczystość koronek wokół kołnierzy i mankietów oraz postać małego pieska chowającego się u stóp księcia. Widoczny jest wpływ portretu angielskiego, zwłaszcza Thomasa Gainsborough.

## Proweniencja
Obraz należał do kolekcji sztuki rodziny książąt Osuny do 1897, kiedy został przez nią przekazany Muzeum Prado.